# The Life and Adventures of Nicholas Nickleby (2001)
The Life and Adventures of Nicholas Nickleby är en brittisk TV-film/miniserie från 2001. Den är baserad på Charles Dickens roman Nicholas Nickleby från 1839. I huvudrollerna ses James D'Arcy, Sophia Myles, Diana Kent och Charles Dance.

## Rollista i urval
- James D'Arcy - Nicholas Nickleby
- Sophia Myles - Kate Nickleby
- Diana Kent - Mrs. Nickleby
- Charles Dance - Ralph Nickleby
- George Innes - Newman Noggs
- Lee Ingleby - Smike
- Donald Sumpter - Mr. Brooker
- Gregor Fisher - Wackford Squeers
- Pam Ferris - Mrs. Squeers
- Debbie Chazen - Fanny Squeers
- Chris Roebuck - Wackford Squeers Junior
- Hannah Storey - Tilda Price
- Tom Ellis - John Browdie
- Berwick Kaler - Mr. Snawley
- Abigial McKern - Miss La Creevy
- Tom Hollander - Alfred Mantalini
- Marian McLoughlin - Madame Mantalini
- Rosalind March - Miss Knag
- Dominic West - Sir Mulberry Hawk
- Roderic Culver - Lord Verisopht
- Malcolm Tierney - Vincent Crummles
- Jacqueline Tong - Mrs. Crummles
- Ruth Chapman - Ninetta Crummles
- Richard Katz - Mr. Lenville
- Jonathan Coy - Charles Cheeryble
- Simeon Andrews - Ned Cheeryble
- JJ Feild - Frank Cheeryble
- Frank Mills - Arthur Gride
- Liz Smith - Peg Sliderskew
- Katherine Holme - Madeleine Bray
- Philip Bond - Mr. Walter Bray
- Tom Hiddleston - Lord